# Берлизев, Андрей Викторович
Андрей Викторович Берлизев (2 июня 1972, п. Газопровод, Ленинский район, Московская область, СССР) — российский футболист, полузащитник.

## Карьера
Воспитанник футбольного клуба «Спартак» Москва. За свою карьеру выступал в российских командах «Красная Пресня» Москва, «Спартак» (Орджоникидзе), «Спартак» Москва, «Локомотив» Москва, «Искра» Смоленск, ЦСК ВВС-«Кристалл» Смоленск, «МЧС-Селятино», «Коломна», «Салют-ЮКОС» Белгород, «Торгмаш» (Люберцы), «Торпедо-Виктория» Нижний Новгород, «Динамо-МГО-Мострансгаз» Москва, «Спартак-Авто» Москва, а также финских клубах БК-ИФК Вааса и ВПС Вааса.. В 2006 году входил в тренерский штат женского футбольного клуба «Спартак» Москва.